# Áporka, Pesta
Áporka  este un sat în districtul Ráckeve, județul Pesta, Ungaria, având o populație de 1.134 de locuitori (2011). 

## Demografie
Componența etnică a satului Áporka
     Maghiari (95,52%)
     Români (1,56%)
     Romi (1,36%)
     Necunoscut (0,58%)
     Germani (0,97%)
     Alții (0,58%)
Componența confesională a satului Áporka
     Reformați (37,39%)
     Romano-catolici (20,19%)
     Fără religie (10,93%)
     Atei (1,15%)
     Necunoscută (28,84%)
     Alte religii (3,09%)
Conform recensământului din 2011, satul Áporka avea 1.134 de locuitori. Din punct de vedere etnic, majoritatea locuitorilor (95,52%) erau maghiari, existând și minorități de români (1,56%) și romi (1,36%). Apartenența etnică nu este cunoscută în cazul a 0,58% din locuitori. Nu există o religie majoritară, locuitorii fiind reformați (37,39%), romano-catolici (20,19%), persoane fără religie (10,93%) și atei (1,15%). Pentru 28,84% din locuitori nu este cunoscută apartenența confesională.